# Pontianak
Pontianak (jawi: كوت بونتياناك) es la capital de la provincia de Borneo Occidental en Indonesia. Ciudad de mediano tamaño en la isla de Borneo. Pontianak ocupa un área de 107.82 km² en la ribera del río Kapuas. Está localizada muy próxima al ecuador, de aquí que sea comúnmente conocida como Kota Khatulistiwa (Ciudad del ecuador). El centro de la ciudad se encuentra a menos de 3 km del ecuador por el sur por lo que se le considera la ciudad más cercana a este punto a nivel mundial.

## Historia
La ciudad fue anteriormente la capital del Sultanato de Pontianak y fue fundada el 23 de octubre de 1771 alrededor de una vieja estación de comercio en la costa de Borneo. Está construida en una zona pantanosa que es frecuentemente inundada por las subidas del río, haciendo que los edificios sean construidos sobre pilares para que estén elevados sobre el nivel del suelo. Debe su nombre a la historia según la cual el fundador tuvo una aparición del fantasma Pontianak en el lugar donde iba a ser construido el palacio.

## Economía
Pontianak es conocida por su comida y productos regionales. Las principales industrias son la construcción de barcos y la producción de caucho, aceite de palma, azúcar, pimiento, arroz y tabaco. Fue anteriormente el centro de la extracción de oro. Pontianak es reconocida por ser un intercambiador de mercancías entre ciudades de Borneo Occidental y otras ciudades remotas. Es también un gran enlace comercial entre las ciudades de Kuching, Malasia.

## División administrativa
Pontianak está subdividida en 6 distritos (kecamatan).
| - Pontianak Este - Pontianak Norte - Pontianak Ciudad | - Pontianak Sur - Pontianak Sudeste - Pontianak Oeste |

## Ciudades hermanas
- Kuching, Malasia